# 克隆载体
克隆载体是一小段可在生物体内稳定存在的DNA，外来的DNA片段插入克隆载体後可以进行克隆。外来的DNA片段自身很难在细胞中稳定维持和复制，所以如果要複製就需要克隆载体的帮助。